# Pasiphila dryas
Pasiphila dryas es una especie de polilla perteneciente a la familia Geometridae. La especie fue descrita por primera vez por Edward Meyrick habiendo sido descrita en 1891, con distribución endémica de Nueva Zelanda. Es una polilla mediana con una envergadura de 25 milímetros (1 plg). Los adultos están en vuelo en diciembre y enero y se sienten atraídos por la luz.